# Вигано, Франческо
Франческо Вигано (итал. Francesco Viganò; 5 апреля 1807, Мерате, Ломбардия — 23 июня 1891, Милан) — итальянский писатель

, экономист, известный новаторской работой в кооперативном движении и тем, что дал мощный толчок популярному банковскому движению, много содействовавший распространению в Италии, Франции и Англии ссудосберегательных товариществ.

## Биография
Сын почтового чиновника.
Участник Рисорджименто. В 1828 году был изгнан из страны за участие в движении по объединению Италии. Путешествовал по Германии, Бельгии, Англии, Франции и Швейцарии и повсюду вступал в переговоры с выдающимися деятелями.
Сторонник Сенсимонизма. Особенно сблизился с Г. Шульце-Деличем, с которым в течение 30 лет поддерживал оживленную переписку. Ф. Вигано был тем «итальянским патриотом», к которому Шульце-Делич обратился со своими тремя «Письмами» по поводу объединения Германии, обратившими на себя всеобщее внимание в Италии, Германии и Америке.
В 1841 году назначен профессором коммерческих наук в Высшей технической школе в Милане. Горячий поборник идей Шульце-Делича, Ф. Вигано словом и делом служил их распространению и проведению в жизнь. По его инициативе открылось много ссудосберегательных товариществ в Италии и Франции; по его инициативе был основан в 1886 году союз итальянских товариществ, который, главным образом, включает потребительские товарищества, но открыт для всякого рода товариществ. Основал банк Banca Briantea.

## Избранные сочинения

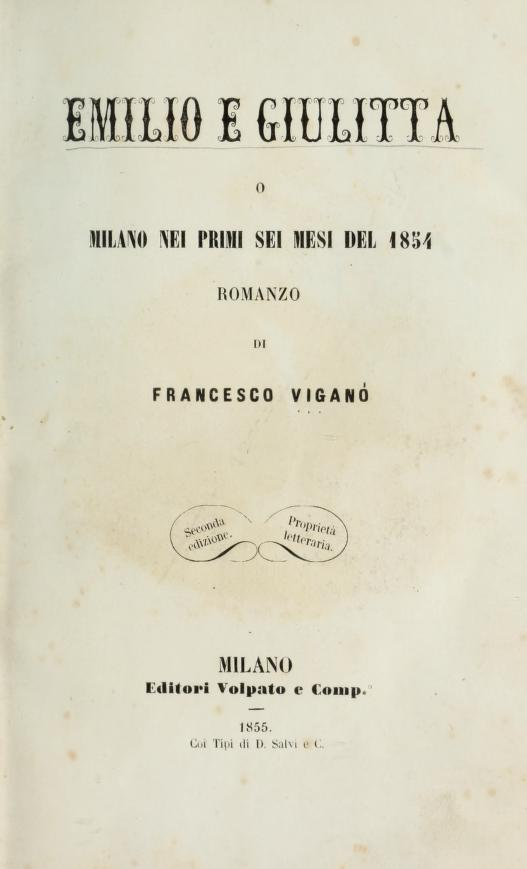
Обложка книги «Emilio e Giulitta», 1855, Милан

- «Studii teoricostorici sulle principali publiche banche» (Милан, 1840);
- «Le banche popolari in generali» (Милан, 1863, франц. перев., Париж, 1865; новое изд., Пар., 1875);
- «Organisazione delle banche italiane» (Милан, 1865);
- «Scrittura doppia, semplice emista» (Милан, 1869);
- «Vademecum des promoteurs des Banques populaires» (Saint-Germain-en-Laye, 1878);
- «Commerazione di Schultze-Delitsch» (Милан, 1883);
- «Il miglior sistema delle banche di emissione» (Милан, 1884);
- «Progetto di risanamento dell’Agro romano con l’esercito» (Милан, 1885) и много др.

Ф. Вигано также писал эпические стихотворения и романы; сюда относятся его исторические романы: «Val d’Intelvi e Valvassiona» (1852); «Il contrabandiere d’Olginate» (1862); «Emilio e Giulietta» (1852) и др.
В 1881 году на конкурсе, учреждённом в Париже Исааком Перейра, был награждён премией за обширное сочинение «Sur l’extinction du Paupérisme».

## Память
- Именем Ф. Вигано назван Институт в Мерате[2].